# Felipe Carrillo

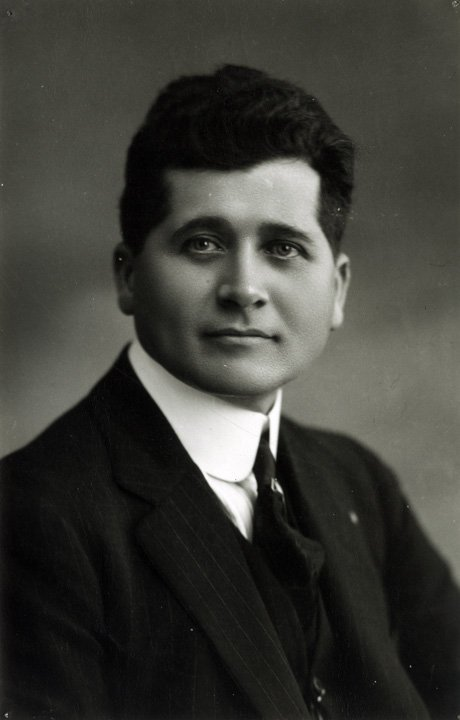
Felipe Carrillo

Felipe Carrillo Puerto (oft nur Felipe Carrillo; * 8. November 1874 in Motul; † 3. Januar 1924 in Mérida (Mexiko)) war ein mexikanischer Politiker und Revolutionär, der durch seine Bemühungen um Aussöhnung zwischen weißen Yucatecos und Maya nach dem Kastenkrieg bekannt wurde.

## Leben
Felipe Carrillo war das zweite von 14 Kindern der spanischstämmigen Eheleute Justino Carrillo und Adela Puerto. Selbst primär spanischsprachig, lernte er schon als Kind Mayathan, die Sprache seiner Nachbarskinder. Bereits als Jugendlicher wurde er inhaftiert, weil er zum Einreißen eines Schutzwalls gegen die Maya während des Kastenkriegs aufrief.
Felipe Carrillo nahm an den revolutionären Kämpfen in Yucatán Anfang des 20. Jahrhunderts teil und trat nach Annahme der Verfassung von 1917 der Sozialistischen Partei des Südostens (Partido Socialista del Sureste) PSS bei. Im Jahr 1922 wurde er Gouverneur von Yucatán und hielt seine erste Ansprache in der Sprache Mayathan.
Während seiner 20 Monate währenden Regierungszeit trieb er die Rückübertragung der Ländereien an die Maya als Ejidos voran, förderte neue Anbautechniken, gewährte den Frauen politische Rechte, begann mit Familienplanungsprogrammen, kämpfte gegen den Alkoholismus und setzte sich für den Erhalt bzw. die Restaurierung der vorkolumbianischen Maya-Fundstätten ein. Durch die Enteignung der Großgrundbesitzer machte er sich in der Elite viele Feinde. Im Jahr 1924 wurde er von Anhängern von Adolfo de la Huerta entführt und zusammen mit elf weiteren Personen, darunter drei seiner Brüder, erschossen.

## Ehrungen
- Im Jahr 1932 wurde die Stadt Santa Cruz de Bravo im Bundesstaat Quintana Roo in Felipe Carrillo Puerto umbenannt.
- Die Stadt Motul im Bundesstaat Yucatán erhielt ein Jahr später seinen Beinamen.
- Der im Jahr 2023 eröffnete Flughafen Tulum wurde nach ihm benannt.